# Stones in the Road
Stones in the Road è il quinto album di Mary Chapin Carpenter, pubblicato il 4 ottobre 1994. Si tratta dell'unico album dell'artista a raggiungere il n. 1 nelle classifiche di Billboard, e contiene fra i brani anche Shut Up and Kiss Me, il suo unico n. 1 nella Hot Country Singles. Altri singoli sono Tender When I Want to Be al numero 6, House of Cards al numero 21 e Why Walk When You Can Fly? al numero 45.
Il brano del titolo, a tema nostalgico, è stato registrato per la prima volta dalla cantante folk Joan Baez per il suo album in studio del 1992 Play Me Backwards. La Carpenter ha presentato la canzone per la prima volta durante un'apparizione in concerto con la Baez, prima di registrarla da sola. È stato anche presentato nel film del 1995 Bye Bye Love.
La Carpenter ha vinto due Grammy Awards nel 1995 per il suo lavoro sull'album: Best Country Album e Best Female Country Vocal Performance (per "Shut Up and Kiss Me"), il quarto anno consecutivo che ha vinto quest'ultima categoria.
Country Universe lo ha definito il miglior album country contemporaneo.

## Tracce
1. Why Walk When You Can Fly? – 3:31
2. House of Cards – 3:45
3. Stones in the Road – 4:31
4. A Keeper for Every Flame – 3:46
5. Tender When I Want to Be – 2:54
6. Shut Up and Kiss Me – 3:40
7. The Last Word – 3:25
8. The End of My Pirate Days – 5:02
9. John Doe No. 24 – 5:44
10. Jubilee – 4:36
11. Outside Looking In – 4:42
12. Where Time Stands Still – 3:40
13. This Is Love – 6:19